# カリウムイオン電池
カリウムイオン二次電池（カリウムイオンにじでんち、potassium-ion battery）とは、電解質中のカリウムイオンが電気伝導を担う二次電池である。単にカリウムイオン電池、カリウムイオンバッテリー、K-ion電池ともいう。

## 概要
正極にカリウム金属酸化物を用い、負極に層間化合物を用いるものが想定されている。

## 背景
1990年代以降、携帯機器や電気自動車の充電池はリチウムイオン電池が主流だったが、需要の拡大により、リチウム資源の長期的な安定供給が懸念される。そのため、各国でリチウムに代わる代替元素を使用した充電池の開発が進められる。

## 動作原理・構造
原理的にはリチウムイオン二次電池のリチウムイオンをカリウムイオンに置き換えたものに相当するもので正極にはカリウム層状化合物を使用して、負極と正極の間でカリウムイオンが移動することによって充放電が行われる。これまで正極に適した材料（化合物）が少なく開発は進んでいなかった。

## 長所
- 資源が豊富
- 端子電圧が4Vになる
- 高速充電が可能
- 大電流の放電が可能

## 短所
- エネルギー密度が低いので小型高容量化が困難

### 電解液
非水系電解質を用いる。充放電時に絶縁性の不働態になる場合があり、容量が下がる原因になる。

## 他の二次電池との比較
カリウムイオン電池は資源の豊富な元素で構成できる。

## 想定される用途
カリウムイオン電池は比較的低コストで製造が可能なので従来はニッケル水素電池やリチウムイオン電池が担ってきた様々な分野への適用が想定される。